# Levantijns-Arabisch
Levantijns-Arabisch is een breed dialect van het Arabisch en het moedertaal-Arabisch van de oostelijke kuststrook van de Levantijnse zee, dat is de Levant (Shaam). Met meer dan 32 miljoen moedertaalsprekers in de wereld, wordt het beschouwd als een van de vijf belangrijkste variëteiten van het Arabisch. In het kader van de algemene diglossiastatus van de Arabische wereld wordt Levantijns-Arabisch gebruikt voor dagelijks gesproken gebruik, terwijl de meeste van de geschreven en officiële documenten en media Modern Standaardarabisch gebruiken.

## Dialecten
Tot de Levantijnse dialecten kunnen worden gerekend: 
- Syrisch-Arabisch
- Libanees-Arabisch
- Palestijns-Arabisch
- Jordaans-Arabisch